# Bioakumulace

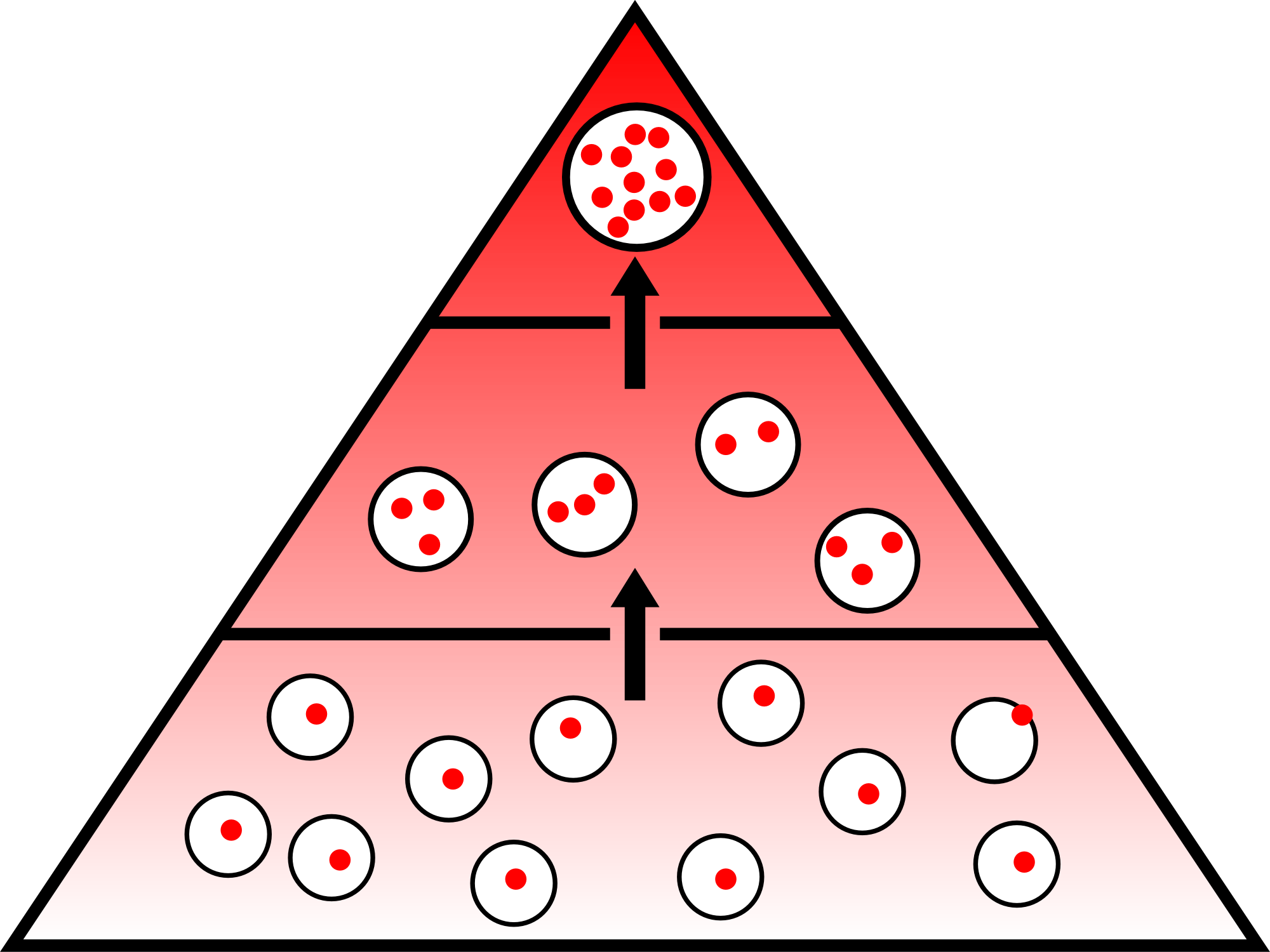
Bioakumulace polutantů: růst koncentrace chemických látek v rámci tzv. potravní pyramidy (potravního řetězce).

Jako bioakumulace se označuje růst koncentrace chemické látky v organismu. Dochází k ní obvykle v rámci tzv. potravní pyramidy, kdy se v každé trofické (potravní) úrovni zvyšuje koncentrace látky v organismu díky konzumací organismů nižší trofické úrovně. Např. v řetězci „plankton – ryby – dravé ryby – člověk“ je pravděpodobně nejvyšší koncentrace dané bioakumulativní látky v lidském těle.
Organismy, v nichž se akumulují tyto látky, mohou být využity jako bioindikátory stavu životního prostředí.

## Bioakumulativní látky
Příkladem bioakumulativních látek jsou např. DDT, hexachlorbenzen (HCB), polychlorované bifenyly (PCB), xylenové pižmo, polyaromatické uhlovodíky, polybromované difenylethery (PBDE) nebo dioxiny. Schopnost bioakumulace vykazují také uhlíkové nanotrubice.